# Arraye-et-Han
Arraye-et-Han är en kommun i departementet Meurthe-et-Moselle i regionen Grand Est (tidigare regionen Lorraine) i nordöstra Frankrike. Kommunen ligger i kantonen Nomeny som tillhör arrondissementet Nancy. År 2022 hade Arraye-et-Han 368 invånare.

## Befolkningsutveckling
Antalet invånare i kommunen Arraye-et-Han
| Referens: INSEE |